# Lascoria manes
Lascoria manes är en fjärilsart som beskrevs av Druce 1891. Lascoria manes ingår i släktet Lascoria och familjen nattflyn. Inga underarter finns listade i Catalogue of Life.